# Ahmed Gebrel
Ahmed Gebrel (22 de enero de 1992, El Cairo) es un nadador palestino nacido en Egipto, siendo hijo de padre palestino y madre egipcia.
Participó en los Juegos Olímpicos de Londres 2012 en el evento 400 metros estilo libre masculino, terminando en el puesto 27 en las eliminatorias. Terminó tercero en su serie, sin embargo, y rompió su mejor marca personal de 9,89 segundos. A falta de instalaciones adecuadas en Palestina, entrenó para los Juegos Olímpicos en Barcelona, España, por un período de cuatro meses.
No logró clasificar para los Juegos Olímpicos de Río de Janeiro 2016 pero logró una invitación de la Federación Internacional de Natación para participar en el evento de 200 metros estilo libre masculino, siendo el único atleta palestino en haber participado en dos ocasiones en los Juegos Olímpicos. Para esta ocasión volvió a entrenar en Barcelona.